# Club Deportivo Municipal (La Paz)
Il Club Deportivo Municipal è una società calcistica boliviana di La Paz, fondata il 20 ottobre 1944.

## Storia
In seguito alla sua fondazione, prese parte al campionato del Dipartimento di La Paz. Nel 1960 vinse per la prima volta la competizione, replicando il successo l'anno seguente; ottenne di conseguenza la possibilità di partecipare alla Coppa Libertadores 1962. Nel 1965 tornò alla vittoria in ambito regionale, abbinandovi anche il primo posto nella Copa Simón Bolívar, prendendo parte alla Coppa Libertadores 1965. Nel 1974 tornò in campo internazionale, disputando per l'ultima volta la Libertadores. Nel 1977 ebbe la possibilità di giocare nella prima edizione campionato professionistico. Rimase in massima serie fino al 1985, anno in cui il penultimo posto in classifica gli costò la retrocessione. Tornò in Liga del Fútbol Profesional nella stagione 1996; nel campionato 1997 fu nuovamente declassato.

## Palmarès

### Competizioni nazionali
- Campionato di La Paz: 5

1960, 1961, 1965, 1973, 1998
- Copa Simón Bolívar: 3

1961, 1965
1995